# 腫瘍ウイルス
腫瘍ウイルス（しゅようウイルス、英語: oncovirus）は、ウイルスのうちで腫瘍形成に関わっているウイルス。がんウイルスとも呼ばれる。その多くはDNAウイルスまたはレトロウイルスであり、プロウイルス化した際にがん遺伝子が活性化される。
最初の腫瘍ウイルスは1911年にペイトン・ラウスによってニワトリに肉腫を生じさせる濾過性病原体として発見され、後にラウス肉腫ウイルス (Rous sarcoma virus, RSV) と名付けられた。彼はこの業績により1966年のノーベル生理学・医学賞を受賞している。このウイルスは1本鎖RNAゲノムを持つレトロウイルスだった。がんの原因となる遺伝子は、肉腫 (sarcoma) からsrcと命名された。srcは後にウイルスだけでなく宿主のゲノムにも存在していることがわかり科学者たちに衝撃を与えた。ウイルス由来のものをv-src、細胞由来のものを c-srcと書く。
がん遺伝子は細胞の増殖制御に関係していることが多く、本来は宿主やそれに近い生物の染色体の一部であったものが他のウイルスとともに細胞外に出たものと考えられている。

## ヒトの腫瘍ウイルス一覧
- IARC発癌性リスク評価: Type1 （発癌性がある）
  - EBウイルス (Epstein-Barr virus) - バーキットリンパ腫
  - B型肝炎ウイルス (Hepatitis B virus; HBV) - 肝細胞癌
  - C型肝炎ウイルス (Hepatitis C virus; HCV) - 肝細胞癌
  - ヒトパピローマウイルス16型 (Human papillomavirus type 16; HPV-16) - 子宮頸癌
  - ヒトパピローマウイルス18型 (Human papillomavirus type 18; HPV-18) - 子宮頸癌
  - ヒトTリンパ好性ウイルス1型 (HTLV-1) - 成人T細胞白血病
- IARC発癌性リスク評価: Type2A （おそらく発癌性がある）
  - ヒトパピローマウイルス31型 (Human papillomavirus type 31)
  - ヒトパピローマウイルス33型 (Human papillomavirus type 33)
  - カポシ肉腫関連ヘルペスウイルス (Kaposi's sarcoma herpesvirus; KSHV / Human herpesvirus 8; HHV-8) - カポジ肉腫
- IARC発癌性リスク評価: Type2B （発がん性が疑われる）
  - ヒト免疫不全ウイルス (Human immunodeficiency virus type 2; HIV-2)
  - ヒトパピローマウイルス (16, 18, 31, 33型以外)
- IARC発癌性リスク評価: Type3 （発癌性は不明 - 現在検証中）
  - D型肝炎ウイルス (Hepatitis D virus)
  - ヒトT細胞好性ウイルス2型 (Human T-cell lymphotropic virus type II)

## 追記
2005年に、スウェーデンのマルメ大学で行われた研究は、ヒトパピローマウイルス（HPV）に感染した人間との、予防手段を用いないオーラルセックスは口腔癌のリスクを高めると示唆した。この研究によると、癌患者の36%がHPVに感染していたのに対し、健康な対照群では1%しか感染していなかった。
『ニューイングランド・ジャーナル・オブ・メディシン』誌で発表された最近の別の研究は、オーラルセックスと咽喉癌には相関関係があることを示唆している。HPVは頸部癌の大半に関係しているので、この相関関係はHPVの感染によるものと考えられている。この研究は、生涯に1-5人のパートナーとオーラルセックスを行った者は全く行わなかった者に比べおよそ2倍、6人以上のパートナーと行った者は3.5倍の咽喉癌のリスクがあると結論付けている。